# 伊奧爾科斯

伊奥尔科斯的位置

伊奥尔科斯（羅馬化：Iolkos），又译为愛俄爾卡斯，是一座希臘古城，位於色萨利大区馬格尼西亞專區，行政上屬於沃洛斯市的一部分。
在希臘神話中，阿爾戈英雄伊阿宋的父親埃宋原本是伊奥尔科斯的國王，但被兄弟珀利阿斯篡位。伊阿宋為了奪回父親的王位，在伊奥尔科斯建造了阿爾戈號，與五十名阿爾戈英雄們出發前往黑海東岸的科爾喀斯尋找金羊毛。